# 伊藤亜紗
伊藤 亜紗（いとう あさ、1979年5月18日 - ）は、日本の美学者。専門は美学、現代アート。東京工業大学リベラルアーツ研究教育院教授、東京工業大学環境・社会理工学院社会・人間科学コース教授。博士（文学）。

## 人物・来歴
東京都八王子市出身。幼い頃は虫や花が好きで、大学2年生までは生物学者を目指していた。東京学芸大学附属高等学校を経て東京大学に入学。3年次に文転（理系から文系に転向）し、美学を専攻。2010年に東京大学大学院人文社会系研究科基礎文化研究美学芸術学専門分野を単位取得退学。同年、論文「身体的諸機能を開発する装置としての詩 :ポール・ヴァレリーにおける作品の位置づけと身体観」により同大学博士（文学）の学位を取得。日本学術振興会特別研究員を経て、2013年に東京工業大学に着任。MIT 客員研究員（2019.3-8）
研究の傍らアート作品の制作にも携わり、大学在学中には美術批評誌『Review House』を創刊して編集長を務めた。
「WIRED Audi INNOVATION AWARD 2017」を受賞。2017年から読売新聞読書委員。2020年、第13回（池田晶子記念）わたくし、つまりNobody賞を受賞。同年『記憶する体』でサントリー学芸賞受賞。弟子に村上由鶴がいる。

### 略年譜
- 2010年：東京大学大学院人文社会系研究科基礎文化研究美学芸術学専門分野を単位取得のうえ、退学。同年、同大学にて博士号を取得（文学）
- 2013年：東京工業大学リベラルアーツセンター准教授に着任
- 2016年：４月より東京工業大学リベラルアーツセンター教授
- 2020年：東京工業大学「未来の人類研究センター」初代センター長

## 著作物

### 単著
- 『ヴァレリーの芸術哲学、あるいは身体の解剖』（水声社、2013年）。ISBN　978-4-89176-926-0
  - 『ヴァレリー：芸術と身体の哲学』（講談社学術文庫、2021年）。ISBN　978-4-06-522382-6
- 『目の見えない人は世界をどう見ているのか』（光文社新書、2015年）。ISBN　978-4-334-03854-0
- 『目の見えないアスリートの身体論：なぜ視覚なしでプレイできるのか』（潮出版社〈潮新書〉、2016年）。978-4-267-02059-9
- 『どもる体』（医学書院〈ケアをひらく〉、2018年）。ISBN　978-4-260-03636-8
- 『記憶する体』（春秋社、2019年）。ISBN　978-4-393-33373-0
  - 2019年12月、紀伊國屋じんぶん大賞2020・第8位受賞[9] 、2020年度サントリー学芸賞受賞
- 『手の倫理』（講談社〈選書メチエ〉、2020年）ISBN　978-4-06-521353-7
- 『きみの体は何者か：なぜ思い通りにならないのか？』筑摩書房〈ちくまQブックス〉、2021年。ISBN 978-4-480-25114-5
- 『体はゆく：できるを科学する〈テクノロジー×身体〉』文藝春秋、2022年。ISBN 978-4-16-391631-6
- 『感性でよむ西洋美術』NHK出版〈学びのきほん〉、2023年。ISBN 978-4-14-407291-8

### 共著
- 伊藤亜紗・渡邊淳司・林阿希子『見えないスポーツ図鑑』晶文社、2020年。ISBN 978-4-7949-7192-0
- 奥野克巳・吉村萬壱・伊藤亜紗『ひび割れた日常：人類学・文学・美学から考える』亜紀書房、2020年。ISBN 978-4-7505-1674-5
- 池上彰・上田紀行・伊藤亜紗『とがったリーダーを育てる：東工大「リベラルアーツ教育」10年の軌跡』中央公論新社〈新書ラクレ〉、2021年。ISBN 978-4-12-150738-9
- 福岡伸一・伊藤亜紗・藤原辰史『ポストコロナの生命哲学』〈集英社新書〉、2021年。ISBN 978-4-08-721185-6
- 伊藤亜紗・村瀬孝生『ぼけと利他』ミシマ社、2022年。ISBN 978-4-909394-75-0
- 為末大編著『ぼくたちには「体育」がこう見える：「体育」は学びの宝庫である』大修館書店、2024年。ISBN　978-4-469-26976-5

### 編著
- 『「利他」とは何か』〈集英社新書〉、2021年。ISBN 978-4-08-721158-0

### 翻訳
- マイケル・フリード『没入と演劇性：ディドロの時代の絵画と観者』（水声社、2020年）。ISBN　978-4-8010-0506-8

### その他
- ヨシタケシンスケ『みえるとかみえないとか』（アリス館、2018年）。ISBN　978-4-7520-0842-2
  - 『目の見えない人は世界をどう見ているのか』を原案とする絵本。クレジットでは「そうだん：伊藤亜紗」と記載。キノベス!2019 第4位[10]。

## 出演
- ポリタスTV（YouTube）
- エアレボリューション（ニコニコ生放送）